# Isidoro de Mileto el Joven

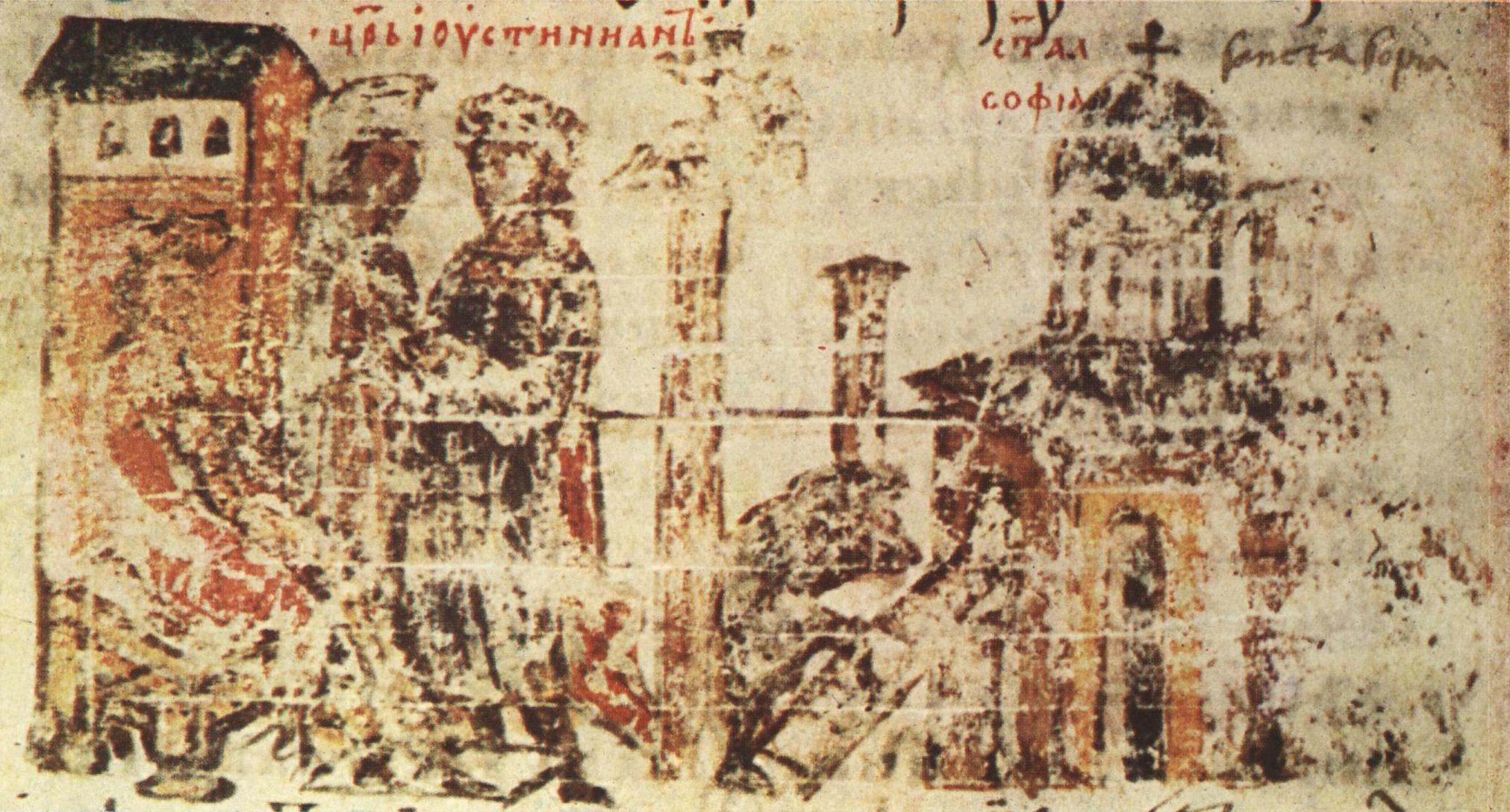
Construcción de Santa Sofía durante el reinado del emperador Justiniano (miniatura 38 de la Crónica de Manasés,).

Isidoro de Mileto el Joven o simplemente Isidoro el Joven (c.510–563) fue un arquitecto bizantino y sobrino del arquitecto Isidoro de Mileto. Al igual que su tío, era natural de Mileto.
Según la obra Sobre los edificios de Procopio, Isidoro colaboró en sus inicios con otro joven arquitecto, Juan de Constantinopla, en las fortificaciones de Halabiye. Este trabajo, realizado durante el reinado de Justiniano I, incluía la construcción de iglesias, cuarteles y baños.
En Qinnasrin una inscripción fechada en 550 y otra de la misma época mencionan a un arquitecto llamado Isidoro, y se asocia comúnmente con Isidoro el Joven. Las inscripciones, encontradas en dos casas, llaman a Isidoro mechanikos (μηχανικός) y vir illustris.
Según Procopio, cuando la cúpula de Santa Sophia diseñada por el anciano Isidoro se derrumbó tras un terremoto en 557, Isidoro el Joven supervisó su reparación; este autor lo describe como el μηχανουργός (arquitecto). La nueva cúpula fue consagrada el 24 de diciembre de 562. Según Agatías, era menos imponente que la primera pero 6 metros más alta. La reconstrucción también se constata en los textos de Pablo Silenciario, Teófanes el Confesor y Juan Malalas. El trabajo de Isidoro muestra una precisión y calidad excepcionales si se compara con las restauraciones posteriores de la cúpula de los años 986-994 realizados por Trdat y de 1347-1354. En el actual edificio aún se conservan doce nervaduras de la restauración de Isidoro el Joven.
Según Constantino de Rodas (c.siglo IX), Isidoro ayudó a diseñar la Iglesia de los Santos Apóstoles para Justiniano I.